# 仙台医療センター附属リハビリテーション学院
仙台医療センター附属リハビリテーション学院（せんだいいりょうセンターふぞくリハビリテーションがくいん）は、宮城県仙台市宮城野区にあった国立病院機構仙台医療センター内にあった専修学校である。

## 沿革
- 1980年 - 国立仙台病院附属リハビリテーション学院開校
- 2004年 - 独立行政法人化に伴い国立病院機構仙台医療センター附属リハビリテーション学院となる。
- 2008年 - 閉校

## 学科
- 理学療法学科
- 作業療法学科

## 所在地
- 〒983-0045　宮城県仙台市宮城野区宮城野2-8-8

最寄駅は、JR仙石線宮城野原駅